# The Cat Concerto
The Cat Concerto és un curtmetratge d'animació de la sèrie Tom i Jerry, produït en Technicolor i estrenat el 22 d'abril de 1947 per Metro-Goldwyn-Mayer. Va ser produït per Fred Quimby i dirigit per William Hanna i Joseph Barbera, amb la supervisió musical de Scott Bradley i animació de Kenneth Muse, Ed Barge i Irven Spence. El curt va guanyar el Premi Oscar al millor curtmetratge animat de 1946, sent el quart curtmetratge consecutiu de Tom i Jerry en rebre aquest guardó.
El 1994 va aparèixer en 42a posició de la llista the 50 Greatest Cartoons, la qual es va basar en els vots d'aproximadament 1.000 personalitats de la indústria de l'animació.

## Trama
La trama gira entorn d'un concert formal, on Tom, un virtuós del piano està donant un recital de la 2a Rapsòdia Hongaresa de Franz Liszt. Jerry, que estava dormint dins del piano, és despertat bruscament per la música, el ratolí puja i comença a dirigir Tom amb les mans. Tom no tolera això i treu ràpidament Jerry del piano. Així comença el conflicte entre el gat i el ratolí que es manté durant el curtmetratge. Tom contínua tocant sense interrupcions sol fins que Jerry les provoca.
Jerry apareix sota una de les tecles i Tom l'estreny repetides vegades. El gat contínua tocant, però quan deixa de fer-ho unes tecles continuen sonant, Tom s'apunta i descobreix que Jerry estava utilitzant els martells per molestar-lo. Tom colpeja Jerry amb una barnilla de metall. El ratolí es venja aixafant els dits de Tom amb la tapa del piano. El ratolí intenta tallar els dits de Tom amb unes tisores quan aquest tocarà les tecles, però falla. Després, Jerry canvia algunes tecles per una trampa per a ratolins i Tom cau en ella.
Jerry entra al piano i Tom el busca mentre toca amb els peus. Quan el gat torna a tocar, la cançó canvia abruptament de la 2a Rapsòdia Hongaresa a "On the Atchison, Topeka, and the Santa Fe", a causa que Jerry estava ballant sobre els martells. Tom agafa Jerry i el llança dins del seu seient, el ratolí manipula els controls del seient i deixa caure Tom de cara sobre les tecles.
Tom contínua tocant i deixa Jerry entre els martells. Els martells comencen a colpejar Jerry repetides vegades, fins que el ratolí en trenca dos. Amb els martells Jerry toca una versió molt més ràpida i Tom tràfic en cas de seguir-la, exhaust, el gat cau rendit i la cançó acaba. Jerry surt del piano per rebre els aplaudiments.

## Controvèrsia
L'estudi d'animació de Warner Bros. va estrenar un curtmetratge bastant semblant el mateix any que MGM va estrenar The Cat Concerto. El curt, anomenat Rhapsody Rabbit, tenia una trama similar a The Cat Concerto, amb la diferència que el protagonitzava Bugs Bunny en comptes de Tom i el lloc de Jerry era ocupat per un ratolí anònim. A més, la cançó utilitzada en ambdós és la mateixa, la 2a Rapsòdia Hongaresa de Franz Liszt. Tant MGM com Warner Bros es van acusar entre si de plagi, després que ambdós curts fossin mostrats en la cerimònia dels Óscar de 1947.